# ディック・ミネ
ディック・ミネ（1908年〈明治41年〉10月5日 - 1991年〈平成3年〉6月10日）は、徳島県徳島市出身の日本人ジャズ・ブルース・流行歌歌手、ギタリスト、俳優、タレント。訳詞家・編曲家としては本名の三根 徳一（みね とくいち）を名乗り、第二次世界大戦中の敵性語規制の時代には三根 耕一（-こういち）と名乗った。創成期のテイチクレコードの立役者で、日本のジャズ・シンガーの嚆矢として数多くの名演を残すとともに、日本の創成期の流行歌においても多くのヒットを飛ばした。また、トーキー以降の日活と同社が提携したミュージカル映画をはじめとして映画にも多く出演し、その後純然たる俳優としても活躍した。結婚は3回、初婚相手は死別、2回目と3回目の女性は姉妹。

## 来歴・人物

### 生い立ち
東京帝国大学卒の厳格な教育者・三根円次郎を父に持ち、日光東照宮の宮司申橋氏の娘を母に持つミネは、1908年（明治41年）10月5日、徳島県に生まれた。幼少期から、音楽好きだった母親の所有していた西洋音楽のレコードに興味を持つ。父親の転勤の影響で、新潟県にも転居したことがあったが、上京後、立教大学に入学。

### 演奏家からシンガー、アクター
立大在学中から軟派の気風が加わり、次第にダンスホールなどでジャズに傾倒。自らもバンドの一員となり、アルバイトで歌も歌っていた。また、当時としては珍しいスティールギターの演奏ができたため、レコード会社各社でアルバイト演奏を行い、ミス・コロムビアの歌う『十九の春』の伴奏などを務めた。
ミネは同大学卒業後、父親の勧めで逓信省貯金局に就職したもののダンスホールのバンドメンバーに誘われ、音楽で身を立てる決意をした。1934年（昭和9年）、タンゴ楽団「テット・モンパレス・タンゴ・アンサンブル」で歌手兼ドラマーとして活躍していたところを淡谷のり子に見出され、レコード歌手の道を歩むことになった。同年創立されたテイチクレコードにてテイチク専属のジャズバンドの計画が持ち上がり、ミネがプレイヤーの人選を行った結果、白人3人、日本人6人となる「ディック・ミネ・エンド・ヒズ・セレナーダス」が東京で結成される。そして、このジャズバンドと組み、同年8月7日に録音された『ロマンチック』はミネのデビュー盤となった。その後、テイチクレコードの重役だった作曲家・古賀政男の推薦で、同社で『ダイナ』をレコーディング。同曲では、自ら訳詞と編曲、演奏を担当。トランペッターとして南里文雄やドラムとして泉君男が参加し、片面にカップリングされた『黒い瞳』とともにテイチク創立以来の大ヒット曲となった。
古賀の勧めで、当時のいわゆる「流行歌」をレコーディングするようになる。映画女優の星玲子とのデュエット曲である『二人は若い』をはじめとして、1935年（昭和10年）には『波止場がらす』、『ゆかりの唄』などをリリース、これらの大ヒットで従来の純日本調の歌手とは一線を画す、新たなファン層を取り込んで、一躍流行歌界の寵児となる。『愛の小窓』、『人生の並木路』、『旅姿三人男』と歌謡曲のヒットが続く一方で、『アイルランドの娘』、『林檎の樹の下で』、『ラモナ』、『イタリーの庭』などの外国曲を日本語で歌い、戦前のジャズシーンを飾った功績は大きい。こうしたヒットの連続により、設立まもないテイチクは、ミネのほか、藤山一郎、楠木繁夫、美ち奴らドル箱スターを抱える大手レーベルの仲間入りを果たしたのだった。
1935年5月以降、ミネは朝鮮半島の「オーケーレコード」から「三又悦」（サム・ウヨル）名義で朝鮮語訳詞の歌を数曲発売している。当時日本領であった同地でもミネの人気は高く、彼自身朝鮮語がうまかったので「長い間朝鮮人
と間違われ白眼視された」と証言している。
ミネはスクリーンへも活躍の場を広げ伊賀山正徳監督の日活映画『ジャズ忠臣蔵』をはじめマキノ正博監督の『弥次㐂夛道中記』（1938年）、『鴛鴦歌合戦』（1939年）、『弥次喜多 名君初上り』（1940年）、あるいは島耕二監督の『街の唱歌隊』（1940年）といったミュージカル映画に出演した。

### 大戦中
1938年（昭和13年）、ミネが支那事変中の中国大陸に演奏旅行中に古賀が、「日本の流行歌は日本の名前で歌った方がいいだろう」とミネの了解を得ずに、本名を一文字変えて「三根耕一」名義で『どうせ往くなら』、『旅姿三人男』などを発売。帰国したミネの抗議によって、また1939年（昭和14年）早々に古賀が退社したこともあり、同年「ディック・ミネ」名義に戻った。
しかし1940年（昭和15年）、内務省からカタカナ名前や皇室に失礼にあたる芸名は改名を指示され、ミス・コロムビアや笠置シズ子、あきれたぼういず、藤原釜足らとともにディック・ミネもその対象となり、やむなく再度「三根耕一」と改名した。1941年（昭和16年）の大東亜戦争勃発以降、極端に活躍の場を奪われたミネは、外国人が多く居住した上海租界に活動の場を移し、日本と上海を行き来する生活が続いた。

### 戦後・俳優、ベテラン歌手として
戦後、ミネはジャズの復活とともに流行歌の世界でも活躍を再開し、1947年（昭和22年）、水島道太郎と共演した松竹映画『地獄の顔』の主題歌『夜霧のブルース』、『長崎エレジー』がともに大ヒットした。『雨の酒場で』、『火の接吻』などのヒットを続ける一方でスクリーンやステージで活躍する。また演技もできる歌手として力道山主演の『純情部隊』などに俳優として活躍した。ミネは「僕が時代劇に出るとバカ殿、現代劇ならヤクザ。こんな役しかこなかった」と語っているが、ミネ本人は満足していたようだった。
1955年（昭和30年）以降もフランク永井、ミネが名づけ親となったジェームス三木（歌手としてデビューし、のちに脚本家へ転向）など後輩の面倒見もよく、のちに俳優として活躍した藤田まことや植木等らを育てている。また、立教大学の後輩になる灰田勝彦とも長年にわたり親交が深かった。
ミネはテレビの登場とともに司会やコメンテーターとしても活躍し、1965年（昭和40年）以降の「懐メロ」ブームには欠かせない存在となった。「日本歌手協会」の3代目の会長となった後も、「自分は好き放題やってきたから世の中のためになることをしたい」と「反核運動」にも参加する一面を見せた。
1979年（昭和54年）、勲四等旭日小綬章受章。
1982年（昭和57年）には淡谷のり子とのデュエット楽曲『モダンエイジ』を発表し、「二人合わせて150歳のデュエット」と話題になった。カツラ愛用者であり、日本製ではなくアメリカ製のものを使用していた。
ミネは生涯で4人の妻を持ち、“伝説のギタリスト”と謳われる三男の三根信宏をはじめとする10人の子をもうけた。加山雄三の実父である上原謙が70歳代で子供をもうけると「俺だって90歳になろうが子供は作れる。だけど子供が成人するまでに俺が生きてる保証がない。20歳の成人まで面倒を見るのが親としての責任」だとTV番組で語った。天下のプレイボーイとして知られたミネであったが、1985年（昭和60年）ごろから次第に体調を崩すようになった。ミネの生涯最後のステージは1990年（平成2年）夏に行われた日本歌手協会主催の恒例イベント「日本歌謡祭」であった。ミネはすでにこのときには自力で歩行できないほど衰弱し、声も思うように出ない状態となっていたが、無理をおして出演し、代表曲「ダイナ」を渾身の力をふりしぼるように熱唱した。
1991年（平成3年）6月10日、ミネは急性心不全のため死去した。82歳没（享年83歳）。ミネの墓所は多磨霊園にあり、歌手や俳優、テレビタレントとして活躍し生涯で通算500億円以上を得たが、離婚のたびに財産を手放しており遺産はなかったという。

## 芸名の由来
芸名はミネが立教大学在学中に所属していた立教大学相撲部でまわし（ふんどし）を締める際にアメリカ人教師から「ディック（英語で男性器のスラング）が非常に大きい（巨根）」と評されたことにちなんだものである。ジェームス三木いわく「でっかい! 見ねぇ（見なさい）!」の意味もあるという。
なお、巨根であることは芸名の由来であることを知らぬ若者にも広く知られており、1980年代には「週刊プレイボーイ」誌上で、「巨根に訊け」という対談コーナーを持っていた。この際には読者の質問に答えて、「湯船に入るときは、両脚からチャポン、チャポンと入り、真ん中の足はドボンとなるんだよ」と語ったほか、「満州でロシア人の女性に『どのロシア人よりも大きい』と言われた」とも語っていた。
また、コンドームを使ったことがなく、無理やり付けようとしたら、破れたというエピソードがある。

## おもなディスコグラフィ
- 『ダイナ』、作詞三根徳一(ディック・ミネ)、作曲ハリー・アクスト、1934年
- 『アイルランドの娘』、作詞島田磬也、アイルランド民謡、1935年
- 『二人は若い』、作詞サトウ・ハチロー、作曲古賀政男、1935年　※共演星玲子

※もともとは『のぞかれた花嫁』のB面曲であった。A面曲は検閲により歌詞が改訂された。
- 『ラモナ』、作詞柏木みのる、1936年
- 『愛の小窓』、作詞佐藤惣之助、作曲古賀政男、1937年
- 『人生の並木路』、作詞佐藤惣之助、作曲古賀政男、1937年
- 『林檎の樹の下で』、作詞柏木みのる、作曲エグバート・ヴァン・アルスタイン / ハリー・ウィリアムズ、編曲三根徳一、1937年
- 『どうせ往くなら』、作詞佐藤惣之助、作曲古賀政男、1938年　※「三根耕一」名義
- 『旅姿三人男』、作詞宮本旅人、作曲鈴木哲夫、1939年
- 『或る雨の午后』、作詞和気徹作、作曲大久保徳二郎、1939年
- 『上海ブルース』、作詞北村雄三、作曲大久保徳二郎、1939年　※シングル『或る雨の午后』B面曲
- 『夜霧のブルース』、作詞島田磬也、作曲大久保徳二郎、1947年
- 『長崎エレジー』、作詞島田磬也、作曲大久保徳二郎、1947年　※共唱藤原千多歌
- 『キッス・オブ・ファイヤー（火の接吻）』、作詞三根徳一、作曲アンヘル・ヴィジョルド、1952年
- 『モダンエイジ』、作詞石坂まさを、作曲市川昭介、1982年　※淡谷のり子とのデュエット

## フィルモグラフィ
- 『うら街の交響楽』（1935年）: 監督渡辺邦男、原作サトウ・ハチロー、音楽福田宗吉・古賀政男、主演川畑文子、小杉勇、日活多摩川撮影所 - 歌唱のみ
- 『からくり歌劇』（1936年）: 監督大谷俊夫、原作サトウ・ハチロー、音楽・出演古賀政男、主演岸井明、共演美ち奴、日活多摩川撮影所 - 「成瀬」役
- 『浴槽の花嫁』（1936年）: 監督清瀬英次郎、原作サトウ・ハチロー、主演岡譲二、日活多摩川撮影所
- 『ジャズ忠臣蔵』（1937年）: 監督伊賀山正徳、原作サトウ・ハチロー、主演杉狂児、共演美ち奴、日活多摩川撮影所
- 『弥次㐂夛道中記』（1938年）: 監督マキノ正博、原作・脚本本城英太郎、作詞・オペレッタ構成時雨音羽、音楽古賀政男、主演片岡千恵蔵、共演美ち奴、服部富子、日活京都撮影所 - 「喜多八」役
- 『東京ブルース』（1939年）: 監督斎藤寅次郎、脚本菊田一夫、音楽鈴木静一、主演川田義雄、東宝映画東京撮影所
- 『ロッパ歌の都へ行く』（1939年）: 監督・脚本小国英雄、音楽服部良一、主演古川緑波、共演徳山璉、淡谷のり子、渡辺はま子、服部富子、上原敏、松島詩子、東宝映画東京撮影所
- 『鴛鴦歌合戦』（1939年）: 監督マキノ正博、作詞・オペレッタ構成島田磬也、音楽大久保徳二郎、主演片岡千恵蔵、共演服部富子、日活京都撮影所 - 「峰沢丹波守」役
- 『街の唱歌隊』（1940年）: 監督島耕二、原作長崎五郎、主演杉狂児、日活多摩川撮影所
- 『弥次喜多 名君初上り』（1940年）: 監督マキノ正博、原作・脚本山上伊太郎、音楽大久保徳二郎、主演片岡千恵蔵、共演美ち奴、服部富子、日活京都撮影所
- 『満月城の歌合戦』（1946年）: 監督マキノ正博、脚本八尋不二、作詞島田磬也、音楽仁木他喜雄・大久保徳二郎、主演小夜福子、共演藤山一郎、服部富子、田端義夫、日本橋きみ栄、ベティ稲田
- 『地獄の顔』（1947年）: 監督大曾根辰夫、原作菊田一夫、音楽大久保徳二郎、主演水島道太郎
- 『ヒットパレード』（1950年）: 監督松石道平、脚本清水正二郎、主演藤山一郎、共演美空ひばり、近江俊郎、灰田勝彦、二葉あき子、市丸、東映
- 『傷だらけの男』（1950年）: 監督マキノ正博、音楽鈴木静一、主演長谷川一夫、古川緑波、東日興業・新演伎座
- 『東京カチンカ娘』（1950年）: 監督毛利正樹、音楽服部良一、主演若原雅夫
- 『アマカラ珍道中』（1950年）: 監督中川信夫、音楽服部正、主演柳家金語楼、青柳プロダクション / 新東宝 - 「由利」役
- 『貞操の街』（1952年）: 監督志村敏夫、音楽山田貴四郎、主演宮城千賀子
- 『東京摩天街』（1955年）: 監督津田不二夫、原作島田一男、音楽山田栄一、主演堀雄二
- 『悪の報酬』（1956年）: 監督野口博志、音楽大久保徳二郎、主演伊藤雄之助、日活
- 『鯨と斗う男』（1957年）: 監督津田不二夫、音楽小杉太一郎、主演佐野周二、東映東京撮影所 - 「大谷」役
- 『純情部隊』（1957年）: 監督マキノ雅弘、原作玉川一郎、音楽大久保徳二郎、主演力道山
- 『希望の乙女』（1958年）: 監督佐々木康、原案加藤喜美枝、音楽米山正夫、主演美空ひばり、共演北村英治、雪村いづみ、江利チエミ、ダークダックス、灰田勝彦、田端義夫
- 『昭和やくざ系図 長崎の顔』（1969年）: 監督野村孝、音楽松浦三郎、主演渡哲也、共演内山田洋とクール・ファイブ
- 『花の不死鳥』（1970年）: 監督井上梅次、音楽大森盛太郎、主演美空ひばり、共演橋幸夫、松竹大船撮影所
- 『気になる季節』（1977年）: テレビドラマ、共演ピンクレディ、坂本スミ子、玉置宏、桜田淳子、小池朝雄、藤村俊二ほか
- 『非情のライセンス』第2シリーズ第37話「兇悪の倒産」（1975年）: 監督永野靖忠、NET・東映、テレビ映画 - 部長刑事 役

- 『警視庁殺人課』（1981年）: 監督中島貞夫、小平裕、鷹森立一ほか、テレビ朝日・東映、テレビ映画 - 「バー「LUPIN」のマスター」役
- 『日立テレビシティ 昭和ラプソディ』（1985年）: 監督河村治彦、TBS・レッド・バス・エンタープライズ、テレビドラマ

## NHK紅白歌合戦出場歴
| 年度/放送回              | 回 | 曲目                     | 出演順 | 対戦相手      | 備号      |
| ------------------------ | -- | ------------------------ | ------ | ------------- | --------- |
| 1953年（昭和28年）/第3回 | 初 | キッス・オブ・ファイヤー | 09/12  | 久慈あさみ    |           |
| 1953年（昭和28年）/第4回 | 2  | 長崎エレジー             | 14/17  | 二葉あき子(1) |           |
| 1954年（昭和29年）/第5回 | 3  | 雨の酒場で               | 16/17  | 二葉あき子(2) | トリ前(1) |
| 1955年（昭和30年）/第6回 | 4  | ダイナ                   | 16/17  | 松島詩子      | トリ前(2) |
| 1956年（昭和31年）/第7回 | 5  | 私の青空                 | 08/25  | 淡谷のり子(1) |           |
| 1958年（昭和33年）/第9回 | 6  | 私の青空                 | 21/25  | 淡谷のり子(2) |           |

## 著書
- 『すりこぎ随筆 - わが歌と女の半生記』光文社カッパ・ブックス、1975年
- 『わがダイナたち - ディック・ミネおんな交遊録』ロッキー、1979年
- 『八方破れ言いたい放題 : 著名人69人を爼上にのせて悪口雑言メッタ斬り』政界往来社、1985年3月。ISBN 4915303020。
- 『あばよなんて、まっぴらさ! : 歌も女も、生涯現役』東都書房、1986年11月。ISBN 4886680445。